# Абосбек Файзулаев
Абосбéк Сайджóн огли́ Файзулáев (на узбекски: Abbosbek Saydjon o'g'li Fayzullayev, роден на 3 октомври 2003) е узбекски професионален футболист, полузащитник и състезател на Узбекския национален отбор по футбол. Футболист на руския елитен ЦСКА (Москва) .
Участник в Купата на Азия 2023. Автор на два гола, първия срещу Индия - 3:0 и втория от 1/8 финала срещу Тайланд - 2:1.

## Успехи
Пахтакор (Ташкент)
- Кока Кола Суперлига
  - Шампион (2): 2021, 2022

- Купа на Узбекистан
  - Носител (2): 2021, 2022

 Узбекистан до 20 г.
- Носител на Купата на Азия до 20 г.: 2023
- Най-добър футболист в Купата на Азия до 20 г.: 2023

- Футболист на годината на Узбекистан: 2023